# Kropp (gitarr)
Kroppen på en gitarr är den ena av gitarrens två huvudsakliga delar där den andra är halsen.

## Akustiska gitarrer

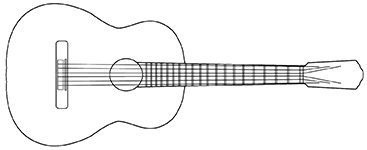
Gitarr av "spansk" typ

På en akustisk gitarr är kroppen ihålig och utgör instrumentets resonanslåda, det vill säga den fångar upp och förstärker strängarnas svängningar så att gitarren kan höras. På kroppens framsida finns ett eller flera ljudhål genom vilka ljudet kan nå ut till omgivningen. Ljudhålet är vanligen ett cirkulärt hål i kroppens framsida, rakt under strängarna, men kan ibland ha andra placeringar och former.
Kroppen består vanligen av ett lock vilket utgör gitarrens framsida, en sarg som är gitarrens kant, och en botten.
Gitarrkroppen är omsorgsfullt utformad för att ge bra ljud samtidigt som gitarren är lättspelad och bekväm att hålla. Materialet är oftast trä (även om det finns enstaka undantag) och stor vikt läggs vid att välja träslag som har bra akustiska egenskaper. Lock, sarg och botten är ofta konstruerade av olika träslag.
Den vanligaste formen är gitarrer av "spansk" typ.

## Elgitarrer
Elgitarrer kan även de ha resonanslåda i kroppen så att kroppen helt eller delvis är ihålig, så kallade halvakustiska gitarrer, men den vanligaste typen är helt solid och har inget nämnvärt egenljud. Ljudet från en elgitarr produceras istället på elektrisk väg via gitarrens pickup-system. Vissa halvakustiska gitarrer har förutom vanliga pickuper piezoelektriska pickuper som förstärker även gitarrens egenljud men de flesta har det inte. 
Eftersom kroppen på en elgitarr har försumbar påverkan på ljudet har man stor frihet i konstruktionen. Trots det är de allra flesta elgitarrkroppar baserade på den spanska gitarrens form (se bild ovan). Även för elgitarrer läggs stor vikt vid val av material och kroppen är ofta gjord av hårda och styva träslag som lönn eller mahogny. I detta fall handlar materialvalet snarare om estetik och hållbarhet än om akustiska egenskaper även om det senare ofta förs fram som en viktig faktor i reklam och produktkataloger.

## Kroppar baserade på spanska gitarrer

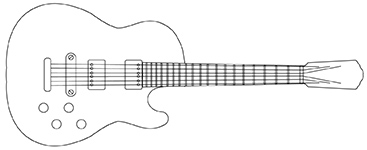
Gitarr med enkel cutaway av LP-typ

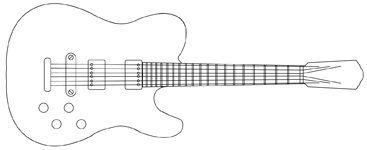
Gitarr av T-typ (telecastertyp)

Eftersom kroppen på en elgitarr inte är inblandad i ljudproduktionen kan den göras mindre och fokusera på andra behov. Ett sådant är att ge gitarristen enklare åtkomst till halsens övre del (den del som ligger närmast kroppen) genom att göra ett eller flera urtag i kroppen, så kallade cutaways.

### LP-Typ
Gitarrer med enkel cutaway har alltid urtaget på halsens undersida för att fingrarna skall kunna komma åt halsen. För elgitarrer kallas denna kroppstyp för "Gibson-modell" eller "LP-typ" efter gitarren Gibson Les Paul. Denna kroppstyp förekommer även på akustiska gitarrer.

### T-typ
Om man på en gitarr av LP-typ gör en antydan till cutaway även på halsens bassida får man en gitarr av T-typ. Namnet kommer av Fender Telecaster som har en tydlig cutaway på halsens undersida men en mer försiktigt antydd cut på ovansidan.

### SG och ST-Typ

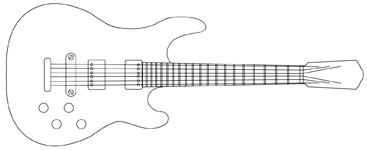
Gitarr med asymmetrisk dubbel cutaway av ST-typ

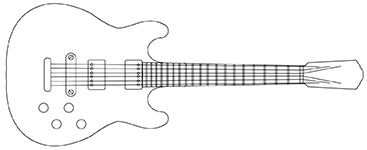
Gitarr med symmetrisk dubbel cutaway av SG-typ

Har gitarren två ordentliga cutaways ger man även tummen chansen att vara med och spela på de höga banden. De två urtagen kan vara symmetriska eller asymmetriska - det vill säga om de två urtagen går lika långt ned på hasen är de symmetriska, om de inte går lika långt ned är de asymmetriska.
Gitarrer med symmetrisk dubbel cut sägs vara av SG-typ där namnet kommer av Gibson SG. SG-gitarrer har ofta spetsiga horn precis som förlagan men det finns flera undantag från detta, såsom Gibson ES-335.
Gitarrer med asymmetrisk dubbel cut är av ST-typ efter Fender Stratocaster. Detta är - om än i otaliga variationer på temat - möjligen den vanligaste kroppsformen på en elgitarr idag.

## Andra former

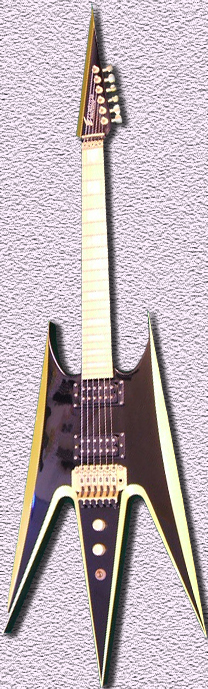
Izumis Ochiai

En elgitarr kan ha precis vilken form som helst, och det finns de som tagit detta till sig i sin design. Den kanske mest kända är Gibson Flying V, men som framgår av bilden till höger så finns det fler.

## Halvakustiska gitarrer
På en halvakustisk gitarr fungerar kroppen som en klanglåda, precis som på en vanlig akustisk gitarr, men ger av olika anledningar vanligen inte lika mycket ljud som en akustisk gitarr. Mest klang ger de halvakustiska gitarrer som liksom en akustisk gitarr har helt ihålig kropp. Ofta har halvakustiska gitarrer en träbalk genom kroppen som utgör en fortsättning av halsen och delar upp klanglådan i två delar och dessa gitarrer ger av naturliga skäl mindre akustisk klang men har å andra sidan vissa fördelar i termer av strukturhållfasthet och efterklang (sustain).